# الأحطوب (إب)
الاحطوب هي إحدى قرى الجمهورية اليمنية. وهي تتبع جغرافيًا لمحافظة إب. وإداريًا لمديرية حزم العدين. يبلغ تعداد سكانها 2342 نسمة حسب الإحصاء الذي جرى عام 2004.